# سوق هجر
سوق هجر سوق تاريخي قديم يعقد في مطلع ربيع الثاني من كل سنة، في مدينة هجر التاريخية إحدى مدن إقليم البحرين قديما ومحطة تجارية في نطاق شبكة التجارة العربية وخط القوافل التجارية القديم أو ما يعرف بطريق البخور أو التوابل. يشكل موقع السوق نقطة تبادل تجاري دائم ببلاد الفرس والهند فكانت تقصده العرب قديما بعد انفضاض سوق دومة الجندل. وكان يعشوهم ويتولى أمرهم المندر بن ساوى أحد بني عبد اللّٰه بن دارم من تميم، وهو ملك البحرين عامة.

## عن السوق
يعود تاريخ سوق هجر التاريخي لما قبل الإسلام و كان يجلب إليه مختلف الأصناف و أهلها مارسوا التجارة و الغوص لاستخراج اللؤلؤ .

## ذكرها بالتاريخ
- قال دريب بن الصمة :

- هجر مشهورة بكثرة وبائها, حتى قال عمر بن الخطاب رضي الله عنه: "عجبت لتاجر هجر, وراكب البحر".
- قال الشاعر يذكر إبلا خرجت للميرة إلى هجر, فرجعت بغير كف ولا طعام: حبسن بين رملة وقف ... وبين نخل هجر الملتف [5]
- حادثة الأعرابي  الذي حضر وليمة لعبد الملك بن مروان, عجز الفصحاء عن وصف ما حوت من الأطايب والألوان, فقيل له: "هل رأيت يا أعرابي طعاما أطيب وأكثر من هذا؟ " فقال: "أما أكثر فلا, وأما أطيب فنعم ... " وذكر طعاما فيه تمر هجر.[6]
- عندما أتى خلف الأحمر ويحيى اليزيدي أبا المهدي أعرابيا فصيحا حجة، وكان به عارض فوجداه يصلي, فلما التفت قال: "ما خطبكما؟ " قالا: "كيف تقول: ليس الشرابُ إلا العسلُ؟ " فقال: "فما يصنع سودان هجر، ما لهم شراب غير هذا التمر"[7]
- يذكر أن الشاعر المهلهل قد هلك فيها وهو أول من هلهل الشعر وأرق نسجه، مات عطشا في حمارّة القيظ. ومن الغريب أن سبب موته هو خمر هجر هذه: وذلك أن عمرو بن مالك ومهلهلا التقيا في خيلين من غير مزاحفة في بعض الغارات بين بكر وتغلب، فانهزمت خيل مهلهل وأدركه عمرو بن مالك فأسره, فانطلق به إلى قومه وهم في نواحي هجر، فأحسن إساره، ومر عليه تاجر يبيع الخمر، قدم بها من هجر وكان صديقا لمهلهل يشتري منه الخمر، فأهدى إليه وهو أسير وعاء خمر، فاجتمع إليه بنو مالك فنحروا عنده بكرا وشربوا عند مهلهل في بيته -وقد أقرد له عمرو بيتا يكون فيه- فلما أخذ منهم الشراب تغنى مهلهل فيما كان يقوله من الشعر وينوح به على كليب، فسمع ذلك عمرو بن مالك وهاج تغنّيه كامن الغيظ في نفسه فقال: "إنه لريَّان، والله لا يشرب ماء حتى يرد ربيب" "وربيب هذا جمل كان لعمرو بن مالك، وكان يتناول الدِّهاس من أجواف هجر فيرعى فيها غبا بعد عشر في حمارّة القيظ" فأشفق إخوان عمرو من هذا القسم وخافوا أن يزيد الشر بين الحيين إن هلك مهلهل، فأسرعت ركبانهم وخرجت في طلب البعير ربيب، وهم حراص على ألا يقتل مهلهل، فلم يقدروا على البعير حتى مات مهلهل عطشا, ونحر عمرو يومئذ ناقة مسنة فأسرج جلدها على مهلهل وأخرج رأسه.[8]

## السوق خلال عصر النبي محمد
كان بسوق هجر ضروب من البضائع، فعلى مقربة منها "الخط" المشهورة برماحها. حيث ذكر في كتاب رياض الصالحين أن سويد بن قيس قال: "جلبت أنا ومخرمة العبدي بزا من هجر, فجاء النبي -صلى الله عليه [وآله] وسلم- فساومنا بسراويل ".

## مهرجان سوق هجر
تعقد وزارة السياحة السعودية سنويا مهرجانا ثقافيا تحت مسمى سوق هجر في قصر إبراهيم الأثري بالأحساء. يتضمن المهرجان أنشطة تراثية، واجتماعية، وتسويقية، واستعراضية لتوثيق تاريخ مدينة الجرهاء القديمة وتقديم تجربة سياحية ثرية، حيث قدمت الوزارة ثلاث دورات سنوية للمهرجان تستعرض فيها تراث المنطقة من خلال تقديم أمسيات للشعر الشعبي والفصيح، واستعراض الحرف والصناعات اليدوية والأزياء التراثية التي كانت سائدة في الأحساء، إضافة إلى مسيرات استعراضية تقدمها فرق الفنون الشعبية.

## انظر ايضاً
- سوق المشقر
- سوق عكاظ
- سوق مجنة
- سوق دومة الجندل
- سوق ذي المجاز
- سوق الرابية.
- سوق نطاة خيبر.
- سوق دارين التاريخي.
- سوق الجرهاء.
- سوق جواثا.